# Europejskie Igrzyska Halowe w Lekkoatletyce 1966 – trójskok mężczyzn
Trójskok mężczyzn – jedna z konkurencji technicznych rozgrywanych podczas lekkoatletycznych europejskich igrzysk halowych w hali Westfalenhalle w Dortmundzie. Kwalifikacje i finał (jak zresztą całe igrzyska) zostały rozegrane 27 marca 1966. Zwyciężył reprezentant Rumunii Șerban Ciochină.

## Rezultaty

### Kwalifikacje
W kwalifikacjach wzięło udział 8 skoczków.
Opracowano na podstawie materiału źródłowego.
| Poz. | Zawodnik             | Reprezentacja  | #1    | #2    | #3    | Rezultat | Uwagi |
| ---- | -------------------- | -------------- | ----- | ----- | ----- | -------- | ----- |
| 1.   | Michael Sauer        | RFN            | x     | 15,89 | 16,05 | 16,05    | Q     |
| 2.   | Giuseppe Gentile     | Włochy         | 15,86 | 15,74 | 15,73 | 15,86    | Q     |
| 3.   | Henrik Kalocsai      | Węgry          | 15,50 | 15,38 | 15,84 | 15,84    | Q     |
| 4.   | Șerban Ciochină      | Rumunia        | 15,82 | x     | x     | 15,82    | Q     |
| 5.   | Petr Nemšovský       | Czechosłowacja | 15,50 | 15,64 | 15,72 | 15,72    | Q     |
| 6.   | Hans-Jürgen Rückborn | NRD            | x     | 15,64 | 15,63 | 15,64    | Q     |
| 7.   | Martin Jensen        | Dania          | 14,93 | 14,85 | 15,43 | 15,43    |       |
| 8.   | Aşkın Tuna           | Turcja         | x     | 15,34 | 15,24 | 15,34    |       |

### Finał
Opracowano na podstawie materiału źródłowego.
| Poz. | Zawodnik             | Reprezentacja  | Próby | Próby | Próby | Próby | Próby | Próby | Wynik |
| Poz. | Zawodnik             | Reprezentacja  | 1     | 2     | 3     | 4     | 5     | 6     | Wynik |
| ---- | -------------------- | -------------- | ----- | ----- | ----- | ----- | ----- | ----- | ----- |
| 01 ! | Șerban Ciochină      | Rumunia        | 15,92 | 16,29 | 16,37 | 16,43 | x     | 16,20 | 16,43 |
| 02 ! | Michael Sauer        | RFN            | 16,24 | x     | x     | x     | 16,35 | x     | 16,35 |
| 03 ! | Petr Nemšovský       | Czechosłowacja | x     | 16,28 | 16,21 | 16,07 | 15,73 | 15,71 | 16,28 |
| 4.   | Giuseppe Gentile     | Włochy         | 16,17 | 15,98 | 15,84 | 16,25 | 16,00 | 16,07 | 16,25 |
| 5.   | Hans-Jürgen Rückborn | NRD            | 15,47 | 15,87 | 14,24 | x     | x     | 15,96 | 15,96 |
| 6.   | Henrik Kalocsai      | Węgry          | 15,84 | x     | x     | x     | x     | x     | 15,84 |